# Sphaerirostris pinguis
Sphaerirostris pinguis är en hakmaskart som först beskrevs av Van Cleave 1918.  Sphaerirostris pinguis ingår i släktet Sphaerirostris och familjen Centrorhynchidae. Inga underarter finns listade i Catalogue of Life.